# Панчук, Иван Владимирович
Иван Владимирович Панчук (24 июля 1900,  с. Наказное, Киевская губерния, Российская империя — 30 июня 1959, Сталинград, РСФСР,  СССР) — советский военачальник, генерал-майор (01.09.1943).

## Биография
Родился 24 июля 1900 года в селе Наказное, ныне село Раскопаное в Погребищенском районе, Винницкой области, в семье крестьянина-бедняка,  рано лишился родителей и до революции работал по найму.

### Военная служба

#### Гражданская война
В июле 1920 года добровольно вступил в РККА и во время прохождения курса первоначального военного обучения в 24-м Саранском запасном полку в октябре направлен на Западный фронт. Красноармейцем при штабе 2-й Тульской стрелковой дивизии воевал с белополяками в районах Минска и Грюнденфельда. В начале января 1921 года заболел тифом и был эвакуирован в эвакогоспиталь в городе Орша, затем в Петроград. С марта числился красноармейцем в 10-м Петроградском стрелковом полку. Затем оттуда он был направлен на Кавказский фронт в 11-ю армию (г. Владикавказ), где в составе 4-го стрелкового полка 34-й бригады принимал участие в ликвидации бандитизма в Чечне, Кабарде и Грузии. После прибытия в Тифлис она была переформирована в учебно-кадровый полк по подготовке младших командиров. В марте 1922 года командирован на 10-е Бакинские курсы, дислоцировавшиеся в городе Тифлис. В августе — сентябре в составе Восточной бригады курсантов старшиной роты принимал участие в подавлении восстания в Хевсуретии. В ноябре 1922 года 10-е Бакинские курсы были расформированы, а он переведен в город Баку на 4-е Армавирские курсы.

#### Межвоенные годы
В январе 1923 года Панчук окончил курсы и был направлен во 2-й Сухумский полк 1-й Кавказской стрелковой дивизии, где проходил службу командиром отделения, помощником командира и врид командира взвода. С сентября 1923 года по 31 мая 1924 года учился на повторных курсах комсостава при ККА в г. Тифлис, окончив их командиром взвода в 3-й Кутаисский стрелковый полк 1-й Кавказской стрелковой дивизии. В августе 1924 года с отрядом от полка участвовал в подавлении мятежа в Нижней и Верхней Сванетии. В этом же полку проходил службу вплоть до ноября 1936 года, занимая должности командира стрелкового взвода и взвода полковой школы, командира роты, начальника боепитания полка. Член ВКП(б) с 1930 года. В ноябре 1936 года назначен начальником артиллерийского снабжения 20-й горнострелковой дивизии ЗакВО, а в 1939 года допущен к командованию 58-го горнострелкового полка. В декабре 1939 года направлен на курсы «Выстрел», после их окончания в апреле 1940 года оставлен на них преподавателем огневого дела. 20 июня 1941 года Панчук был командирован в город Великие Луки в распоряжение Военного совета 22-й армии генерал-лейтенанта Ф. А. Ершакова.

#### Великая Отечественная война
С началом  войны продолжал находиться в распоряжении Военного совета армии, выполняя поручения по наведению порядка на ж. д. и станциях участка Невель, Торопец. В начале июля 1941 года там же сформировал и до конца месяца командовал запасным стрелковым полком. В августе приказом Военного совета 22-й армии он был назначен командиром 290-го стрелкового полка 186-й стрелковой дивизии. Участвовал с ним в оборонительных боях под Великими Луками (в районе оз. Двинье), отражал попытки противника прорваться к городу Торопец. С 21 августа по 16 сентября 1941 года при прорыве немцами фронта 22-й армии попал в окружение, с остатками полка пробивался на Торопец и далее на Андреаполь. Вышел с группой в 80 человек в районе деревни Ворошилово с документами и оружием. Собрал из остатков свой 290-й стрелковый полк и вступил с ним в бой в районе Андреаполя. В дальнейшем отходил с ним вплоть до района 20 км южнее Кувшиново, где противник был остановлен.
В декабре 1941 года распоряжением Западного фронта полковник  Панчук был командирован в УрВО в городе Свердловск, где назначен командиром 170-й стрелковой дивизии. Формировал ее в городе Кунгур Молотовской области. В марте 1942 года она по ж. д. была передислоцирована в город Вологда, где получила вооружение и снаряжение. В конце марта дивизия была передана Волховскому фронту и к 4 апреля сосредоточилась в районе Красноборье. В конце апреля ее перебросили в район деревни Чирки, где она вошла в 34-ю армию Северо-Западного фронта и вела бои по уничтожению демянской группировки противника. В июне дивизия была подчинена 11-й армии. После неудачных боев по овладению дереревней Васильевщина во второй половине июля 1942 года полковник  Панчук был снят с должности и назначен заместителем командира 254-й стрелковой дивизии. Ее части в составе 27-й армии Северо-Западного фронта оборонялись юго-восточнее Старой Руссы.
8 октября 1942 года допущен к командованию 129-й стрелковой дивизией. До 11 февраля 1943 года ее части в составе 1-й ударной армии вели боевые действия против демянской группировки противника в районе Сутоки, Цемена. Затем она была передана 53-й армии и принимала участие в Демянской наступательной операции. В середине марта 1943 года 129-я стрелковая дивизия была выведена в резерв Ставки ВГК, затем в конце апреля в составе 63-й армии прибыла на Брянский фронт в район Новосиль. В июле — августе 1943 года она принимала участие в Курской битве, Орловской наступательной операции. За освобождение города Орёл ей было присвоено наименование «Орловская» (05.08.1943). В дальнейшем ее части успешно действовали в Брянской и Гомельско-Речицкой наступательных операциях. Ко 2 декабря они вышли к Днепру и вели бои по ликвидации рогачёвско-жлобинского плацдарма немцев на восточном берегу реки. За умелое командование дивизией в боях при прорыве вражеской обороны на реке Зуша полковник  Панчук был награжден орденом Красного Знамени, а за форсирование реки Десна — орденом Суворова 2-й ст..
С 12 февраля 1944 года дивизия была подчинена 3-й армии Белорусского фронта и участвовала в Рогачёвско-Жлобинской наступательной операции. Ее части с боями вышли к реке Друть и захватили плацдарм на ее западном берегу. В дальнейшем дивизия занимала оборону на западном берегу реки Днепр севернее города Новый Быхов. Летом 1944 года она участвовала в Бобруйской наступательной операции, в ходе которой форсировала реку Березина северо-западнее Бобруйска, овладела переправой, плацдармом и перерезала шоссе Минск — Бобруйск. Этим было завершено полное окружение бобруйской группировки противника. В ходе дальнейшего наступления ее части овладели городами Волковыск, Белосток, Замбров и вышли на реку Нарев в 10 км южнее города Остроленка (Минская и Белостокская наступательные операции). За овладение городом Белосток она была награждена орденом Красного Знамени (9.8.1944). С 1 ноября 1944 года дивизия занимала оборону по восточному берегу р. Нарев севернее города Рожан. С декабря 1944 года генерал-майор Панчук находился в резерве Ставки ВГК, затем с 28 апреля 1945 года зачислен слушателем Высшей военной академии им. К. Е. Ворошилова.
За время войны комдив Панчук  был  два  раза персонально упомянут в благодарственных в приказах Верховного Главнокомандующего.

#### Послевоенное время
После войны в начале января 1946 года генерал-майор  Панчук окончил ускоренный курс академии и был назначен командиром 61-й стрелковой Никопольской ордена Ленина Краснознаменной ордена Суворова дивизии Барановичского ВО (с апреля 1946 г. в составе БВО). С июля 1947 года исполнял должность заместителя начальника Управления провинции Саксония СВАГ. С ноября 1949 года исполнял обязанности представителя Советской контрольной комиссии земли Саксония — Ангальт. С февраля по июль 1951 года состоял в распоряжении ГУК, затем был назначен военным комиссаром Орловского областного военного комиссариата. С апреля 1953 года исполнял должность военного комиссара Сталинградского областного военного комиссариата. 20 мая 1955 года генерал-майор  Панчук уволен в запас.

## Награды
- орден Ленина (06.11.1945)[6][7]
- четыре ордена Красного Знамени (06.07.1943[8], 27.07.1943[9],  03.11.1944[10][7], 15.11.1950[7])
- орден Суворова II степени (21.09.1943)[11]
- орден Кутузова II степени (23.07.1944)[12]
  - медали в том числе:
  - «XX лет Рабоче-Крестьянской Красной Армии» (1938)[8].
  - «За победу над Германией в Великой Отечественной войне 1941—1945 гг.» (23.06.1945)[13]

Приказы (благодарности) Верховного Главнокомандующего в которых отмечен И. В. Панчук.
- За овладение городом и крупным железнодорожным узлом Волковыск – важным опорным пунктом обороны немцев, прикрывающим пути на Белосток. 14 июля 1944 года № 138.
- За овладение штурмом городом и крупным промышленным центром Белосток – важным железнодорожным узлом и мощным укрепленным районом обороны немцев, прикрывающим пути к Варшаве. 27 июля 1944 года № 151.

## Память
- 23 апреля 1961 года  в память о герое 3-я Посадская улица в городе Орёл была переименована в улицу Панчука[14][15].